# David Feiss
David Feiss, född 16 april 1959, är en amerikansk animatör.
Feiss föddes i Sacramento, Kalifornien. Han började på animationsstudion Hanna-Barbera Productions kring 1978 och arbetade på 1980-talet med återupplivandet av Jetsons, med Ren & Stimpy, och var skapare till serien Ko och Kyckling samt dess avlöpare I Am Weasel.